# Luis Resto (boxeador)
Luis Resto (nacido el 11 de junio de 1955) es un exboxeador puertorriqueño. 

## Vida personal
Luis Resto nació en Juncos (Puerto Rico), y se mudó al Bronx cuando tenía nueve años. Al final de su octavo grado le dio un codazo en la cara a su profesor de matemáticas y pasó seis meses en un centro de rehabilitación para personas con trastornos mentales. No mucho después de salir, un tío lo inscribió en lecciones de boxeo en un gimnasio del Bronx. 
Resto fue dos veces campeón estatal aficionado de los Guantes de Oro de Nueva York en la división de peso wélter, se entrenó en el Centro Lynch de las Ligas Atléticas de la Policía. Ganó los Campeonatos Abiertos de Guantes de Oro de 147 libras de 1975 y 1976. Resto derrotó a Miguel Hernández en la final del Campeonato Abierto de 147 libras de 1976.

## Carrera profesional

### Carrera temprana
Resto hizo su debut en el boxeo profesional el 4 de febrero de 1977 con una derrota por puntos de Julio Chevalier. Anotó su primer nocaut profesional en su tercera pelea profesional, contra Mike Lytell en mayo del mismo año. Resto permaneció invicto con un récord de 7-0 hasta su octava pelea, una derrota por nocaut ante Bruce Curry en marzo de 1978.
A través de 29 peleas, Resto había compilado un récord de 20-8-1, pero con solo ocho victorias por nocaut, lo que lo hacía parecer un oficial de alto nivel y golpes ligeros. Aunque ocupaba el puesto 10 en el mundo era prácticamente desconocido fuera del área de Nueva York.

### Pelea con Billy Collins Jr.
El 16 de junio de 1983, Resto venció inesperadamente al prospecto invicto Billy Collins Jr. en el Madison Square Garden de la ciudad de Nueva York en una decisión unánime de 10 asaltos. La pelea fue la cartelera de un combate entre Roberto Durán y Davey Moore.
Sin embargo cuando el padre y entrenador de Collins, Billy Sr., vino a estrechar la mano de Resto, descubrió que los guantes de Resto se sentían más delgados de lo normal. Gritando que pensaba que los guantes no tenían relleno, Collins Sr. exigió que la Comisión Atlética del Estado de Nueva York confiscara los guantes. Una investigación reveló que alguien había quitado una onza de relleno de cada uno de sus guantes y luego los había llenado con tiza. Los ojos de Collins estaban hinchados y cerrados al final del décimo asalto, y el resto de su rostro estaba tan hinchado que era imposible creer que un golpeador ligero pudiera haber infligido tal daño. 
Collins sufrió un desgarro del iris y una visión borrosa permanente, lo que puso fin a su carrera. Murió solo unos meses después cuando condujo su automóvil a una alcantarilla mientras estaba intoxicado. Algunos comentaristas han especulado que la pérdida de su sustento lo llevó a una espiral descendente. Desde entonces, el padre de Collins ha especulado que su hijo se suicidó. 
Después de una investigación de un mes, la Comisión de Boxeo del Estado de Nueva York determinó que el entrenador de Resto, Panama Lewis, había quitado el acolchado de los guantes de Resto. También determinó que Resto debería haber sabido que los guantes eran ilegales. La comisión suspendió la licencia de boxeo de Resto durante al menos un año. Dado que la mayoría de las comisiones estatales de boxeo respetan las sanciones de otros estados, esto efectivamente prohibió a Resto boxear en los Estados Unidos durante la duración de la prohibición. Posteriormente, la comisión cambió sus reglas para evitar que algo como lo que le sucedió a Collins vuelva a suceder. La victoria de Resto se cambió posteriormente a un no concurso. 
En 1986, Lewis y Resto fueron juzgados y declarados culpables de agresión, posesión criminal de un arma (las manos de Resto) y conspiración. Los fiscales acusaron a Resto de haber sabido que los guantes eran ilegales y, por lo tanto, la pelea equivalía a un asalto ilegal de 10 asaltos. Los fiscales también argumentaron que el complot se centró en una gran cantidad de dinero apostada en Resto por un tercero, que se había reunido con Lewis antes de la pelea. Resto cumplió 2 años y medio de prisión. 
Después de 15 años de intentar recuperar su licencia, el estado de Nueva York finalmente le permitió trabajar como esquinero. Durante muchos años, ha vivido en un apartamento cerca del gimnasio donde una vez entrenó, y también ha trabajado con jóvenes allí.
Durante casi un cuarto de siglo, Resto negó públicamente saber que Lewis había manipulado los guantes. Sin embargo, en 2007, Resto se disculpó con la viuda de Collins, Andrea Collins-Nile, quien intentó demandar al estado de Nueva York por no proteger a su difunto esposo. Resto también le dijo a Collins-Nile que además de quitarse el acolchado de los guantes, Lewis empapó las vendas de sus manos en yeso de París. Esto hizo que las envolturas se endurecieran y se convirtieran en moldes de yeso similares a los que se usan para colocar huesos rotos, que en gran medida, e ilegalmente, aumentaron el poder de golpe de Resto. Las vendas de las manos nunca han sido confiscadas. Resto también reveló que Lewis rompería las píldoras utilizadas para tratar el asma y vertería el medicamento en sus botellas de agua, lo que le daría a Resto una mayor capacidad pulmonar en las últimas rondas de una pelea. Resto también visitó la tumba de Collins y dijo: "Lamento lo que te hice". En una conferencia de prensa de 2008, Resto dijo que sabía que Lewis se había quitado el acolchado de los guantes y lo había hecho al menos dos veces antes. Resto dijo que no protestó en ese momento a pesar de que sabía que estaba mal. "En ese momento, yo era joven", dijo. "Fui contigo". Resto tenía 28 años en el momento del incidente. 
El incidente de 1983 y las consecuencias posteriores se tratan en el documental de Showtime Assault in the Ring. Durante este documental, Resto pareció confirmar la teoría de las fuerzas del orden de que el incidente se debió a grandes apuestas sobre él.